# Vladimír Kirillovič Ruský
Vladimír Kirillovič Romanov (rusky Владимир Кириллович Романов; 30. srpna 1917, Porvoo, Finské velkoknížectví – 21. dubna 1992, Miami, Florida, USA) byl v letech 1938–1992 hlavou svržené ruské carské dynastie. Byl jediným synem velkoknížete Kirilla Vladimiroviče, roku 1924 se prohlásivšího «imperátorem vší Rusi», a jeho manželky Viktorie Fjodorovny (rozené Viktorie Melity, princezny Sasko-Kobursko-Gothajské, Britské a Irské).
Vladimír Kirillovič se po otcově smrti v roce 1938 stal hlavou ruské carské dynastie. Na rozdíl od jeho otce mu tato role byla přiznána většinou tehdy žijících členů rodiny Romanovců. Po jeho smrti ale ohledně nástupnictví vznikl znovu rozpor.

## Život
Vladimir Kirillovič se narodil ve městě Porvoo ve Finsku, které tehdy ještě patřilo k Ruskému impériu a kde přebývali jeho rodiče po útěku před revolucí v Petrohradě. Od narození mu, stejně jako jeho starším sestrám, náležel titul Kníže carské krve, neboť byl po mužské linii pravnukem vládnoucího cara Alexandra II.
Roku 1920 odcestovala rodina z Finska do Coburgu k příbuzným Vladimírovy matky. Roku 1924 byl prohlášen imperátorem a jeho otec mu udělil titul «Cesarevič následník a Velkokníže». Roku 1930 se rodina finálně usídlila v Bretani ve Francii.
Po smrti otce roku 1938 přijal Vladimír ve věku 21 let označení «Hlava ruského carského domu» a jako takový byl akceptován šesti velkoknížaty a knížaty carské krve, stojícími bezprostředně za ním v dynastickém pořadí následnictví, а také většinou vládnoucích domů Evropy. Později však členové rodiny Romanovových z velké části nerespektovali jeho prohlášení jeho jediné dcery Marie Vladimirovny jeho následnicí.
Na rozdíl od svého otce sе neprohlašoval za „imperátora“, ale do konce života používal pouze titul velkokníže.
Po německém útoku na Sovětský svaz roku 1941 vydal Vladimír Kirillovič prohlášení, kde vyzýval ruské občany, aby se v nastalé situaci pokusili svrhnout bolševický režim. Následujícího roku byl však nacisty internován v Compiègne, když odmítl apelovat na ruskou emigraci, aby podpořila Wehrmacht v boji proti SSSR. Koncem války se přesunul do Bavorska a nakonec do Vorarlberska. Po válce mu jeho teta Beatrix Sasko-Koburská zařídila víza do Španělska, kde pak strávil většinu zbylého života.
Roku 1952, v době korejské války, Vladimír Kirillovič vyzval západní mocnosti, aby vedly válku se Sovětským svazem.
V listopadu 1991 poprvé a naposled navštívil Rusko, na pozvání petrohradského primátora Anatolije Sobčaka.
Zemřel v dubnu roku 1992, kdy byl na návštěvě na Floridě v USA, při projevu před americkými podnikateli, které vyzýval k ekonomické podpoře obrodivšího se Ruska.
Podle jeho poslední vůle byly jeho ostatky převezeny do Petrohradu. V Isakievském chrámu jej coby hlavu ruské carské rodiny na poslední cestu vyprovázel nejsvětější patriarcha moskevský a celé Rusi Alexij II.
Vladimír Kirillovič Romanov je pohřben ve velkoknížecí hrobce Petropavlovského chrámu v Petrohradě.

## Otázka následnictví
Vladimir Kirillovič se roku 1948 oženil s dcerou Jiřího Iraklijeviče Bagrationa, hlavy gruzínského panovnického domu v exilu, Leonidou Georgijevnou Kirby, rozenou kněžnou Bagration-Muchranskou. Leonida předtím byla provdána za bohatého Američana, Sumnera Moore Kirbyho, s nímž se rozvedla v roce 1937.
Jediný potomek z manželství Vladimira Kirilloviče a jeho ženy Leonidy Georgijevny, dcera Marie Vladimirovna, se narodila 23. prosince 1953 v Madridu.
Ke konci života Vladimira Kirilloviče již nebylo žádných mužských představitelů ruského carského rodu, kteří by nebyli v nerovnorodých, nedynastických (neboli morganatických) manželstvích. Děti pocházející z takových manželství nejsou, podle Základních zákonů Ruského impéria a podle Úřadu carské rodiny, považovány za členy ruské imperátorské rodiny, nejsou velkoknížaty, a dokonce ani knížaty carské krve. I když se Vladimír Kirillovič nikdy sám za imperátora neprohlašoval a neucházel se o virtuální trůn, z moci hlavy carského zákonodárství označil za svoji nástupkyni dceru Marii Vladimirovnu, narozenou z (podle jeho názoru) rovnorodého manželství. Zeť Vladimíra Kirilloviče, princ František Vilém Pruský, přijal pravoslaví a začal sebe označovat za velkoknížete Michaila Pavloviče (pár se ovšem brzy rozvedl a on se navrátil k luteránství) a syna narozeného v tomto manželství (tedy vnuka Vladimira Kirilloviče) následníkem cesarevičem a velkoknížetem Georgijem Michajlovičem. Podle Zákona o následnictví (ст. 30 Основных законов) skutečně po přerušení mužské následnické linie rodu přechází následnictví na ženskou linii posledního vládnoucího panovníka.

### Výnos o následnictví
Ruská pravidla pro následnictví byla právně upravena dvěma výnosy cara Pavla I. ze dne 5. dubna 1797. První z nich, Statut o carské rodině, se týkal organizace, členství, práv a titulů členů romanovské dynastie včetně jejich sňatků. Tento výnos byl upraven carem Alexandrem III. v roce 1886 a následně také carem Mikulášem II. v roce 1911. Druhý pak, nazvaný Carský výnos o následnictví, se týkal vlastního následnictví, kde bylo ustanoveno polosalické právo v nástupnictví na ruský trůn.

## Tituly a oslovení
- 1917 - 1924 Jeho Výsost kníže imperátorské krve Vladimír Kirillovič Ruský
- 1924 - 1938 Jeho carská Výsost cesarevič, následník a velkokníže Vladimír Kirillovič Ruský
- 1938 - 1992 Jeho carská Výsost velkokníže Vladimír Kirillovič Ruský, vévoda holštýnsko-gottorpský, hlava carského domu

## Vývod z předků
|                           |                                              |  |                                    |                                       |  |  |  |  |  |  |  | Mikuláš I. Pavlovič |
|                           |                                              |  |                                    |                                       |  |  |  |  |  |  |  |                     |
|                           | Alexandr II. Nikolajevič                     |  |                                    |                                       |  |  |  |  |  |  |  |                     |
|                           |                                              |  |                                    |                                       |  |  |  |  |  |  |  |                     |
|                           |                                              |  |                                    | Šarlota Pruská                        |  |  |  |  |  |  |  |                     |
|                           |                                              |  |                                    |                                       |  |  |  |  |  |  |  |                     |
|                           | Vladimír Alexandrovič Romanov                |  |                                    |                                       |  |  |  |  |  |  |  |                     |
|                           |                                              |  |                                    |                                       |  |  |  |  |  |  |  |                     |
|                           |                                              |  |                                    | Ludvík II. Hesenský                   |  |  |  |  |  |  |  |                     |
|                           |                                              |  |                                    |                                       |  |  |  |  |  |  |  |                     |
|                           | Marie Alexandrovna                           |  |                                    |                                       |  |  |  |  |  |  |  |                     |
|                           |                                              |  |                                    |                                       |  |  |  |  |  |  |  |                     |
|                           |                                              |  |                                    | Vilemína Luisa Bádenská               |  |  |  |  |  |  |  |                     |
|                           |                                              |  |                                    |                                       |  |  |  |  |  |  |  |                     |
|                           | Kirill Vladimirovič Ruský                    |  |                                    |                                       |  |  |  |  |  |  |  |                     |
|                           |                                              |  |                                    |                                       |  |  |  |  |  |  |  |                     |
|                           |                                              |  |                                    | Pavel Fridrich Meklenbursko-Zvěřínský |  |  |  |  |  |  |  |                     |
|                           |                                              |  |                                    |                                       |  |  |  |  |  |  |  |                     |
|                           | Bedřich František II. Meklenbursko-Zvěřínský |  |                                    |                                       |  |  |  |  |  |  |  |                     |
|                           |                                              |  |                                    |                                       |  |  |  |  |  |  |  |                     |
|                           |                                              |  |                                    | Alexandra Pruská                      |  |  |  |  |  |  |  |                     |
|                           |                                              |  |                                    |                                       |  |  |  |  |  |  |  |                     |
|                           | Marie Meklenbursko-Zvěřínská                 |  |                                    |                                       |  |  |  |  |  |  |  |                     |
|                           |                                              |  |                                    |                                       |  |  |  |  |  |  |  |                     |
|                           |                                              |  |                                    | Heinrich LXIII. Reuss z Köstritz      |  |  |  |  |  |  |  |                     |
|                           |                                              |  |                                    |                                       |  |  |  |  |  |  |  |                     |
|                           | Augusta Reuss Köstritz                       |  |                                    |                                       |  |  |  |  |  |  |  |                     |
|                           |                                              |  |                                    |                                       |  |  |  |  |  |  |  |                     |
|                           |                                              |  |                                    | Eleonora ze Stolberg-Wernigerode      |  |  |  |  |  |  |  |                     |
|                           |                                              |  |                                    |                                       |  |  |  |  |  |  |  |                     |
| Vladimir Kirillovič Ruský |                                              |  |                                    |                                       |  |  |  |  |  |  |  |                     |
|                           |                                              |  |                                    |                                       |  |  |  |  |  |  |  |                     |
|                           |                                              |  | Arnošt I. Sasko-Kobursko-Gothajský |                                       |  |  |  |  |  |  |  |                     |
|                           |                                              |  |                                    |                                       |  |  |  |  |  |  |  |                     |
|                           | Albert Sasko-Kobursko-Gothajský              |  |                                    |                                       |  |  |  |  |  |  |  |                     |
|                           |                                              |  |                                    |                                       |  |  |  |  |  |  |  |                     |
|                           |                                              |  |                                    | Luisa Sasko-Gothajsko-Altenburská     |  |  |  |  |  |  |  |                     |
|                           |                                              |  |                                    |                                       |  |  |  |  |  |  |  |                     |
|                           | Alfréd Sasko-Kobursko-Gothajský              |  |                                    |                                       |  |  |  |  |  |  |  |                     |
|                           |                                              |  |                                    |                                       |  |  |  |  |  |  |  |                     |
|                           |                                              |  |                                    | Eduard August Hannoverský             |  |  |  |  |  |  |  |                     |
|                           |                                              |  |                                    |                                       |  |  |  |  |  |  |  |                     |
|                           | královna Viktorie                            |  |                                    |                                       |  |  |  |  |  |  |  |                     |
|                           |                                              |  |                                    |                                       |  |  |  |  |  |  |  |                     |
|                           |                                              |  |                                    | Viktorie Sasko-Kobursko-Saalfeldská   |  |  |  |  |  |  |  |                     |
|                           |                                              |  |                                    |                                       |  |  |  |  |  |  |  |                     |
|                           | Viktorie Melita Sasko-Koburská               |  |                                    |                                       |  |  |  |  |  |  |  |                     |
|                           |                                              |  |                                    |                                       |  |  |  |  |  |  |  |                     |
|                           |                                              |  |                                    | Mikuláš I. Pavlovič                   |  |  |  |  |  |  |  |                     |
|                           |                                              |  |                                    |                                       |  |  |  |  |  |  |  |                     |
|                           | Alexandr II. Nikolajevič                     |  |                                    |                                       |  |  |  |  |  |  |  |                     |
|                           |                                              |  |                                    |                                       |  |  |  |  |  |  |  |                     |
|                           |                                              |  |                                    | Šarlota Pruská                        |  |  |  |  |  |  |  |                     |
|                           |                                              |  |                                    |                                       |  |  |  |  |  |  |  |                     |
|                           | Marie Alexandrovna Romanovová                |  |                                    |                                       |  |  |  |  |  |  |  |                     |
|                           |                                              |  |                                    |                                       |  |  |  |  |  |  |  |                     |
|                           |                                              |  |                                    | Ludvík II. Hesenský                   |  |  |  |  |  |  |  |                     |
|                           |                                              |  |                                    |                                       |  |  |  |  |  |  |  |                     |
|                           | Marie Alexandrovna                           |  |                                    |                                       |  |  |  |  |  |  |  |                     |
|                           |                                              |  |                                    |                                       |  |  |  |  |  |  |  |                     |
|                           |                                              |  |                                    | Vilemína Luisa Bádenská               |  |  |  |  |  |  |  |                     |
|                           |                                              |  |                                    |                                       |  |  |  |  |  |  |  |                     |